# Jagodów
Jagodów (deutsch Großendorf, Forst) ist ein Ort in der polnischen Woiwodschaft Ermland-Masuren. Er gehört zur Landgemeinde Lidzbark Warmiński (Heilsberg) im Powiat Lidzbarski (Kreis Heilsberg).

## Geographische Lage
Jagodów liegt im nördlichen Westen der Woiwodschaft Ermland-Masuren, sieben Kilometer nordwestlich der Kreisstadt Lidzbark Warmiński (Heilsberg).

## Geschichte
Die Försterei Großendorf wurde 1876 gegründet und gehörte zum Staatsforst Wormditt. Der Ort erscheint im Amtsbezirk Bundien (polnisch Budniki), und am 1. Januar 1908 wurde er als Teil des Forstgutsbezirks Wichertsdorf (polnisch Wichrowo) dem Amtsbezirk Heilsberg zugehörig genannt. Dr gehörte wie schon der Amtsbezirk Budien zum ostpreußischen Kreis Heilsberg im Regierungsbezirk Königsberg. Im Jahre 1910 wies die Försterei Großendorf zehn Einwohner auf.
Am 30. September 1929 wurde die Försterei Großendorf aus dem Gutsbezirk Wichertsdorf aus- und in die Landgemeinde Großendorf (polnisch Wielochowo) eingegliedert.
Aufgrund der Abtretung des gesamten südlichen Ostpreußen 1945 in Kriegsfolge an Polen erhielt die Försterei Großendorf die polnische Namensform „Jagodów“. Als Osada leśna (= „Waldsiedlung“) ist der Ort jetzt eine Ortschaft innerhalb der Gmina Lidzbark Warmiński (Landgemeinde Heilsberg) im Powiat Lidzbarski (Kreis Heilsberg), von 1975 bis 1998 der Woiwodschaft Olsztyn, seither der Woiwodschaft Ermland-Masuren zugehörig.

## Religion
Jagodów gehört heute wie die Försterei Großendorf bereits vor 1945 zur römisch-katholischen Pfarrkirche in Lidzbark Warmiński (Heilsberg), jetzt im Erzbistum Ermland gelegen.
Bis 1945 war die Försterei Großendorf auch in die evangelische Kirche Heilsberg eingegliedert, die zur Kirchenprovinz Ostpreußen der Kirche der Altpreußischen Union gehörte. Jagodów ist heute der Diözese Masuren der Evangelisch-Augsburgischen Kirche in Polen zugeordnet.

## Verkehr
Jagodów liegt an der polnischen Woiwodschaftsstraße 511 (hier im Abschnitt der einstigen deutschen Reichsstraße 134), die von Lidzbark Warmiński (Heilsberg) über Górowo Iławeckie (Landsberg) bis an die polnisch-russische Staatsgrenze (EU-Außengrenze) – ohne Grenzübergang – führt. Einst verlief die Straße weiter bis nach Preußisch Eylau, das heute als „Bagrationowsk“ eine Stadt in der russischen Oblast Kaliningrad ist.
Eine Bahnanbindung besteht seit 1945 nicht mehr.